# Efrem Sirijski
Sveti Efrem Sirijski (sv. Efrem Sirac, sv. Efrem Sirski; Nisibis, oko 306. – Edesa, 373.), sirijski đakon i kršćanski teolog iz 4. stoljeća, svetac, književnik i crkveni naučitelj. Poznat je pod nadimkom Harfa Duha Svetoga. Papa Benedikt XVI. prozvao ga je »pjesnikom božanskih otajstva« ustvrdivši da je »bez sumnje najveći među sirskim ocima i najznamenitiji pjesnik čitavog patrističkoga doba.«
Pisao je uglavnom himne, pjesme i biblijske komentare. Smatra se najznačajnijim crkvenim ocem sirijske tradicije. Kršćani diljem svijeta, a posebno u Siriji, poštuju ga kao sveca.

## Životopis
Sveti Efrem rođen je u Siriji u obitelji siromašnih roditelja u vrijeme cara Konstantina Velikog. Svoju ranu mladost proveo je dosta burno, ali je u jednom trenutku promijenio način života i postao revni kršćanin. Bio je učenik Jakova Nisibijskog i prijatelj sv. Bazilija Velikoga.
Efrem je gotovo neprestano pisao knjige, usmeno poučavao monahe i narod u Edesi ili se predavao molitvi i razmišljanju. Kada su ga htjeli postaviti za biskupa, namjerno se pravio ludim, nakon čega su ga ostavili na miru. Umro je u dubokoj starosti 378. godine.

## Vanjske poveznice
Mrežna mjesta
- Benedikt XVI.: Kateheza o svetom Efremu Sircu (na općoj audijenciji 25. lipnja 2008.), kod "Patrologija.com"
- Samo Športa, Efrem Sirski proti 'tujim naukom' v izbranih delih, 2016. (slov.)